# Jeż anatolijski
Jeż anatolijski, jeż wschodnioeuropejski (Erinaceus concolor) – gatunek ssaka owadożernego z rodziny jeżowatych (Erinaceidae), blisko spokrewniony z jeżem wschodnim (E. roumanicus).

## Występowanie
Od Azji Mniejszej przez Bliski Wschód po Kaukaz Południowy.

## Podgatunki
- Erinaceus concolor concolor
- Erinaceus concolor rhodius
- Erinaceus concolor transcaucasicus